# Dysthyme stoornis
De dysthyme stoornis, dysthymie of persisterende depressieve stoornis (DSM-5), is een psychische aandoening, een chronische vorm van klinische depressie die zich kenmerkt door een gebrek aan plezier en genoegen in het leven. Deze stoornis gaat meestal gepaard met slaapproblemen, eetstoornissen, verminderde energie, concentratieproblemen, en gevoelens van wanhoop. Er is sprake van een dysthyme stoornis als de klachten minimaal twee jaar duren (bij kinderen is dit minimaal 1 jaar) en gedurende deze tijd nooit langer dan twee maanden wegblijven. In het DSM-IV is de aandoening ingedeeld bij de stemmingsstoornissen. Het verschil met klinische depressie ligt voornamelijk in de intensiteit van de symptomen, maar dat betekent niet dat er minder lijden bij te pas komt. Iemand met dysthymie is meestal wel in staat sociaal en maatschappelijk redelijk te functioneren, maar de levenslust ontbreekt hierbij. De aandoening duurt ook langer dan een zwaar depressieve episode. Dysthymie gaat niet samen met psychotische verschijnselen en wordt niet voorafgegaan door depressie.
Dysthymie heeft net als depressie een zware impact op iemands leven. Sociale contacten lijden er vaak onder en dat kan tot een sociaal isolement leiden.
Dysthymiepatiënten zijn bij stress of schokkende ervaringen vatbaarder voor klinische depressie dan anderen. Als depressie zich naast dysthymie voordoet, spreekt men wel van een dubbele depressie.

## Oorzaken
Er zijn geen biologische oorzaken bekend die consistent van toepassing zijn op alle gevallen van dysthymie, wat duidt op verschillende oorzaken van de aandoening. Er zijn echter enkele aanwijzingen dat er een genetische aanleg voor dysthymie is: "Het percentage depressies in de families van mensen met dysthymie is zo hoog als vijftig procent voor de vroeg optredende vorm van de aandoening". Andere factoren die verband houden met dysthymie zijn onder meer stress, sociaal isolement en gebrek aan sociale steun.